# (17314) Ésaque
(17314) Ésaque, désignation internationale (17314) Aisakos, est un astéroïde troyen jovien.

## Description
(17314) Ésaque est un astéroïde troyen jovien, camp troyen, c'est-à-dire situé au point de Lagrange L5 du système Soleil-Jupiter. Il présente une orbite caractérisée par un demi-grand axe de 5,166 UA, une excentricité de 0,076 et une inclinaison de 10,7° par rapport à l'écliptique.
Il est nommé en référence au personnage de la mythologie grecque Ésaque, acteur du conflit légendaire de la guerre de Troie.

## Compléments